# Costa, Haute-Corse
Costa är en kommun i departementet Haute-Corse på ön Korsika i Frankrike. Kommunen ligger i kantonen Belgodère som tillhör arrondissementet Calvi. År 2022 hade Costa 49 invånare.

## Befolkningsutveckling
Antalet invånare i kommunen Costa
Referens:INSEE